# Christoph Sandner
Christoph Sandner (* 19. Februar 1971 in Landsberg) ist ein ehemaliger deutscher Eishockeyspieler (Stürmer), der in seinem letzten Jahr als Profi beim EHC München in der 2. Bundesliga unter Vertrag stand.

## Karriere
Sandner begann seine Karriere in der Saison 1988/89 beim EV Landsberg in der 2. Bundesliga, bei dem er bis zur Saison 1990/91 unter Vertrag stand.
Zur Saison 1991/92 wechselte Sandner dann zum Kölner EC in die Bundesliga, wo er bis zur Saison 1993/94 spielte, bevor er sich unter der Saison entschloss zum Ligakonkurrenten SB Rosenheim zu wechseln. In seinem ersten Jahr in Köln wurde Sandner außerdem einmal beim EV Füssen in der 2. Liga Süd eingesetzt.
Zu Beginn der Saison 1994/95 unterschrieb Sandner einen Vertrag für die DEL bei den Maddogs München, die er allerdings aufgrund deren Insolvenz unter der Saison wieder verlassen musste, woraufhin er sich dem SC Riessersee in der 1. Liga Süd anschloss.
Mit dem SC Riessersee gelang ihm in der Saison 1994/95 der Aufstieg in die DEL, dem allerdings in der Saison 1995/96 der Abstieg folgte. Sandner spielte bis zur Saison 1998/99 beim SC Riessersee, ehe er sich zu Beginn der Saison 1999/00 den Hamburg Crocodiles in der 2. Bundesliga anschloss.
Im folgenden Jahr, also zur Saison 2000/01, kehrte Sandner in die DEL zurück und verbrachte ein Jahr bei den Augsburger Panthern, bevor er in den Jahren zwischen 2001 und 2003 bei den Frankfurt Lions spielte.
Auf Bestreben von Doug Bradley, dem damaligen Trainer des SC Riessersee, wurde Sandner für die Saison 2003/04 verpflichtet. Dort machte Sandner aufgrund der Insolvenz der SC Riessersee Eishockey-Vermarktungsgesellschaft mbH allerdings nur vier Spiele, bevor er in die DEL zurückkehrte um die Saison beim zum EHC Freiburg zu beenden.
In der Saison 2004/05 spielte Sandner dann bei seinem Heimatverein, dem EV Landsberg, in der Bayernliga, bevor er zur Saison 2005/06 zum EHC München wechselte, bei dem er seine aktive Laufbahn beendete.
International stand Sandner bei der U18-Europameisterschaft 1989, bei der U20-Weltmeisterschaft 1990, 1991 und bei der Herren-Weltmeisterschaft 1998 im Kader.

## Karrierestatistik

### Internationale Wettbewerbe
(Legende zur Spielerstatistik: Sp oder GP = absolvierte Spiele; T oder G = erzielte Tore; V oder A = erzielte Assists; Pkt oder Pts = erzielte Scorerpunkte; SM oder PIM = erhaltene Strafminuten; +/− = Plus/Minus-Bilanz; PP = erzielte Überzahltore; SH = erzielte Unterzahltore; GW = erzielte Siegtore; 1 Play-downs/Relegation; Kursiv: Statistik nicht vollständig)